# Kabsa

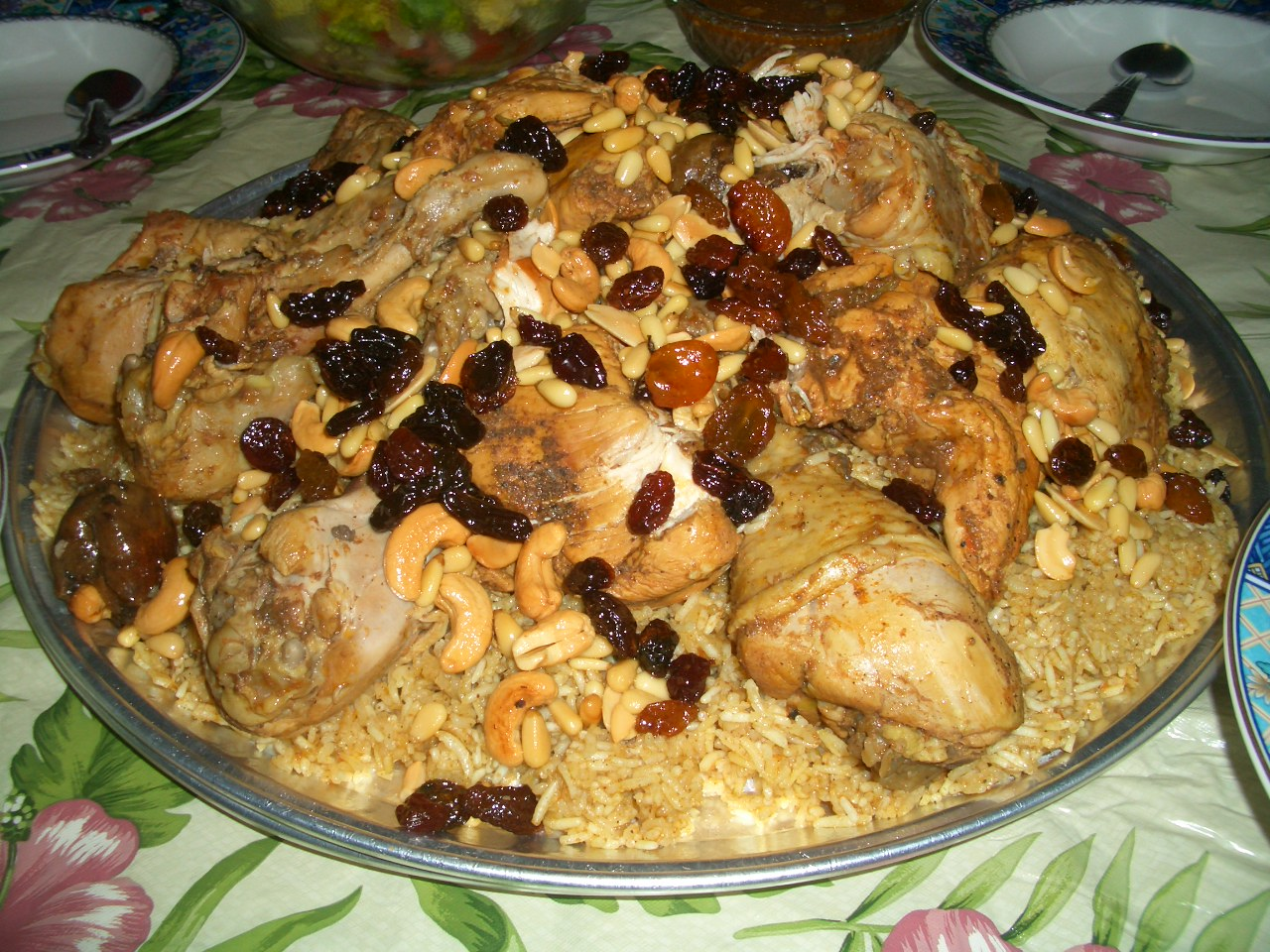
Kabsa aus Reis, Geflügel, Rosinen, Mandeln und Cashew-Nüssen

Kabsa (arabisch كبسة, DMG Kabsa) ist eine Gruppe von Reisgerichten, die auf der arabischen Halbinsel und vor allem in den arabischen Golfstaaten als traditionelle einheimische Gerichte gelten. Ursprünglich stammt Kabsa möglicherweise aus dem Jemen.
Drei wesentliche Bestandteile bestimmen Geschmack und Erscheinung dieser Gerichte: Reis, Gewürze und Fleisch. Dem vornehmlich langkörnigen Basmati werden getrennt davon zubereitete Fleischstücke, die gekocht, gegrillt oder auf Mandi-Art mit Lehm bedeckt gegart werden, beigefügt. Traditionellerweise sind dies meist Stücke von Huhn oder Lamm, seltener auch Fisch oder Rind.
Der Geschmack wird von den Gewürzen wie Pfeffer, Kardamom, Safran, Zimt, schwarze Limetten, Muskatnuss, Lorbeer oder Gewürznelken wesentlich bestimmt. Meist werden noch Mandeln, verschiedene Nüsse und Rosinen beigemengt.
Traditionell wird die Speise in der Gruppe aus einem großen Gefäß mit der Hand gegessen.